# Coxinha (alcunha)
Coxinha é um termo pejorativo brasileiro, usado como gíria e que serve para descrever uma pessoa "certinha", "arrumadinha". A gíria tem origem paulistana, todavia não identificada completamente. Pode significar outrossim, a alguém conhecido por ostentar um padrão de vida de custo elevado e que demonstre posturas políticas conservadoras. Aponta-se também como coxinha, aquele que se opõe com veemência a ideias político-econômicas consideradas de esquerda. Sua contraparte é o termo mortadela.

## Origem
A origem do termo é controversa, mas pode ter relação com a sua acepção primeira (salgadinho empanado e recheado). No entanto, em acepção diversa, há indícios fortes apontando aos anos 1980, quando era utilizado para apelidar os policiais paulistanos, que em intervalos de almoço e com vales-refeição de baixos valores (chamados pejorativamente de "vale-coxinha"), consumiam o salgadinho nas lanchonetes da cidade de São Paulo. Ao longo do tempo 'policial' e 'coxinha' passaram a ser sinônimos. A popularização dos programas policiais na TV teria colaborado para que seu significado se estendesse a todo cidadão excessivamente preocupado com segurança e, daí, a ser associado à classe média alta paulistana, pelas características tradicionalmente conservadoras.
Outra explicação vem dos moto clubes. "Coxinha" é "aquele cara que sai para viajar de moto e, quando chove, encosta no posto da estrada e liga pedindo para alguém ir buscá-lo de carro", conta Reinaldo Carvalho, 55, presidente da Federação dos Motoclubes do Estado de São Paulo. "Tem cara que tem Harley-Davidson e não anda na chuva", debocha. "Talvez porque o camarada fique com as coxas bem postas junto à moto", especula o professor de português Pasquale Cipro Neto.

## Política
A expressão coxinha passou a ser sinônimo daquele que defende um status quo ao qual ele não pertence. Ele defende os ricos, pensa ser rico, mas na verdade é um objeto a serviço dos ricos. Um instrumento para subjugar os seus iguais. "Coxinha" se tornou um adjetivo para designar uma parte da população brasileira que fazia oposição ao governo tido de esquerda do Partido dos Trabalhadores.

## Derivados
Como se trata de acepção recente, não foi ainda amplamente dicionarizada, mas já é registrada na acepção 3 do Dicionário Priberam. Não há ainda literatura formal de referência, embora seu uso já esteja disseminado como apontam as evidências levantadas a partir de reportagens jornalísticas em diversos meios de comunicação. Como acontece com muitos neologismos, e considerando o caráter aglutinante da língua portuguesa, a nova acepção de coxinha já provoca derivações como por exemplo o verbo coxinhar, o adjetivo coxinhesco, etc.